# Грушнев-Кольонія
Грушнев-Кольонія (пол. Hruszniew-Kolonia) — село в Польщі, у гміні Плятерув Лосицького повіту Мазовецького воєводства.
Населення — 187 осіб (2011).
У 1975—1998 роках село належало до Білопідляського воєводства.

## Демографія
Демографічна структура станом на 31 березня 2011 року:
|          | Загалом | Допрацездатний вік | Працездатний вік | Постпрацездатний вік |
| -------- | ------- | ------------------ | ---------------- | -------------------- |
| Чоловіки | 100     | 23                 | 71               | 6                    |
| Жінки    | 87      | 15                 | 50               | 22                   |
| Разом    | 187     | 38                 | 121              | 28                   |